# Zespół Regionalny „Kowalnia”
Zespół Regionalny „Kowalnia”, zespół folklorystyczny „Kowalnia” ze Stróż.

W repertuarze zespołu  znajdują się: muzyka ludowa, tańce,  przyśpiewki i obrzędy ludowe związane z  miejscową kulturą Pogórza Środkowobeskidzkiego, okolic  Bobowej, Łużnej i Stróż. Stroje ludowe „Kowalni” to tradycyjne stroje miejscowej grupy etnicznej pogórzan.

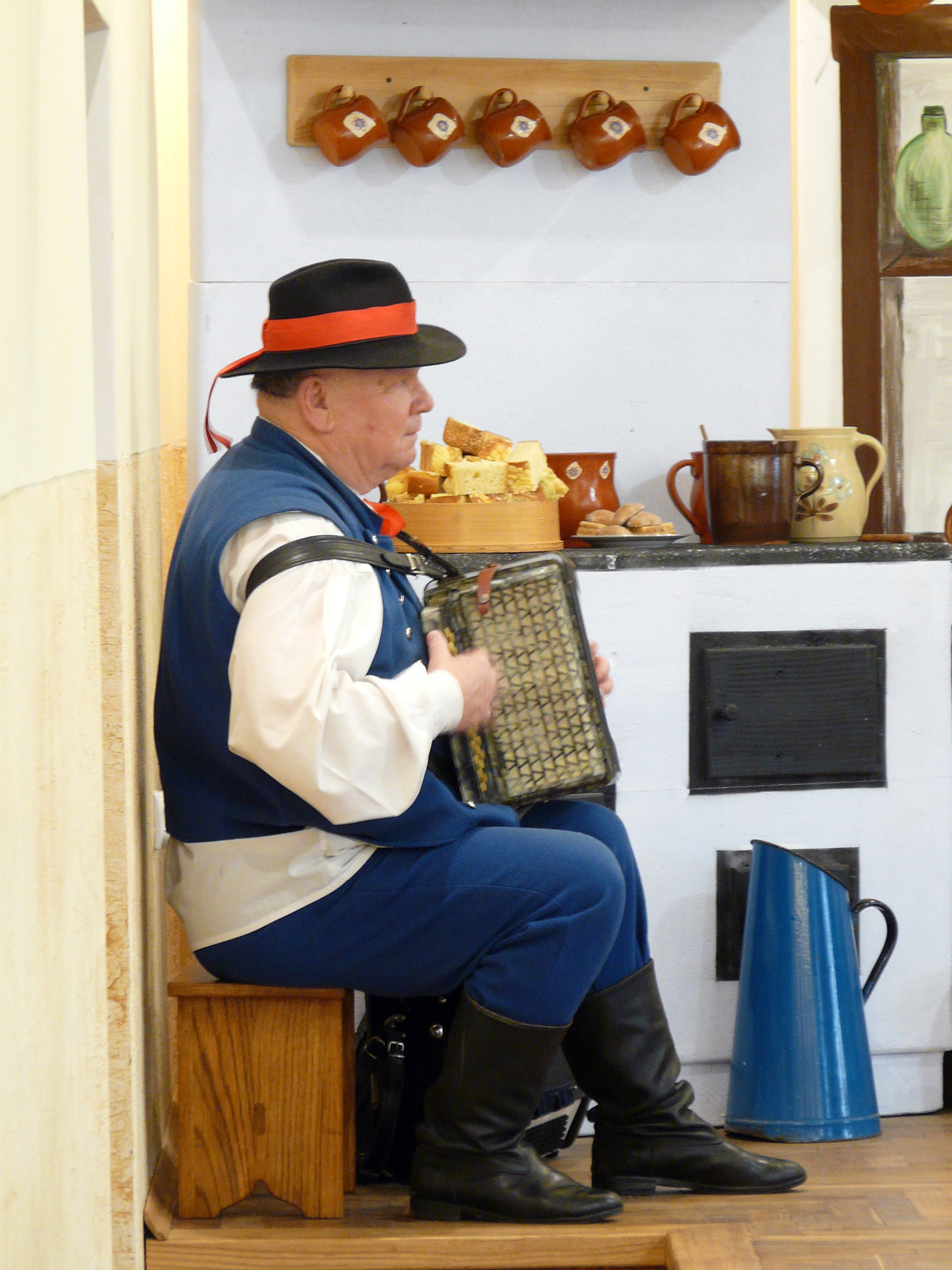
Władysław Obrzut, muzyk zespołu „Kowalnia" grający na heligonce w stroju pogórzańskim

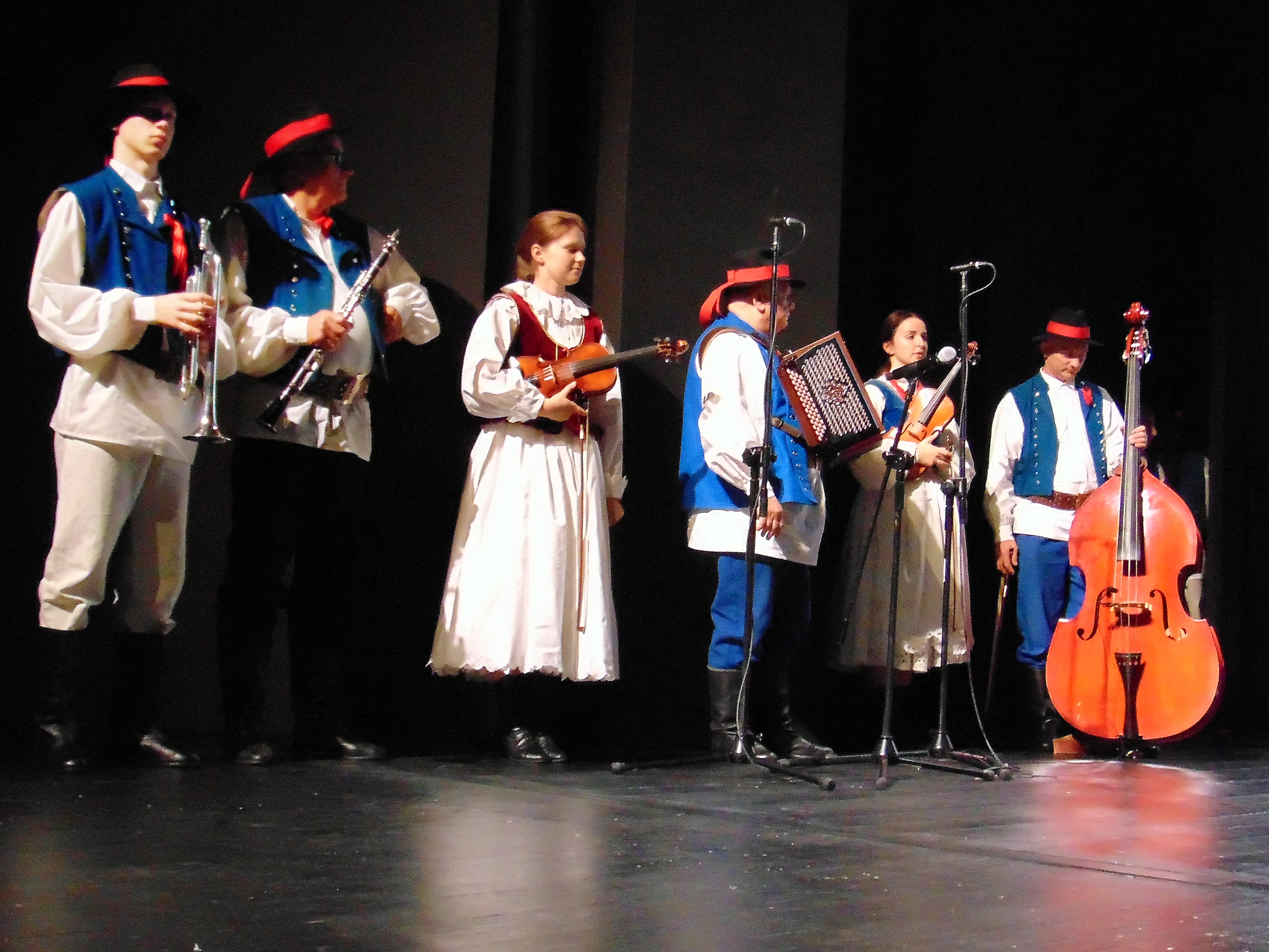
Muzycy zespołu regionalnego „Kowalnia”

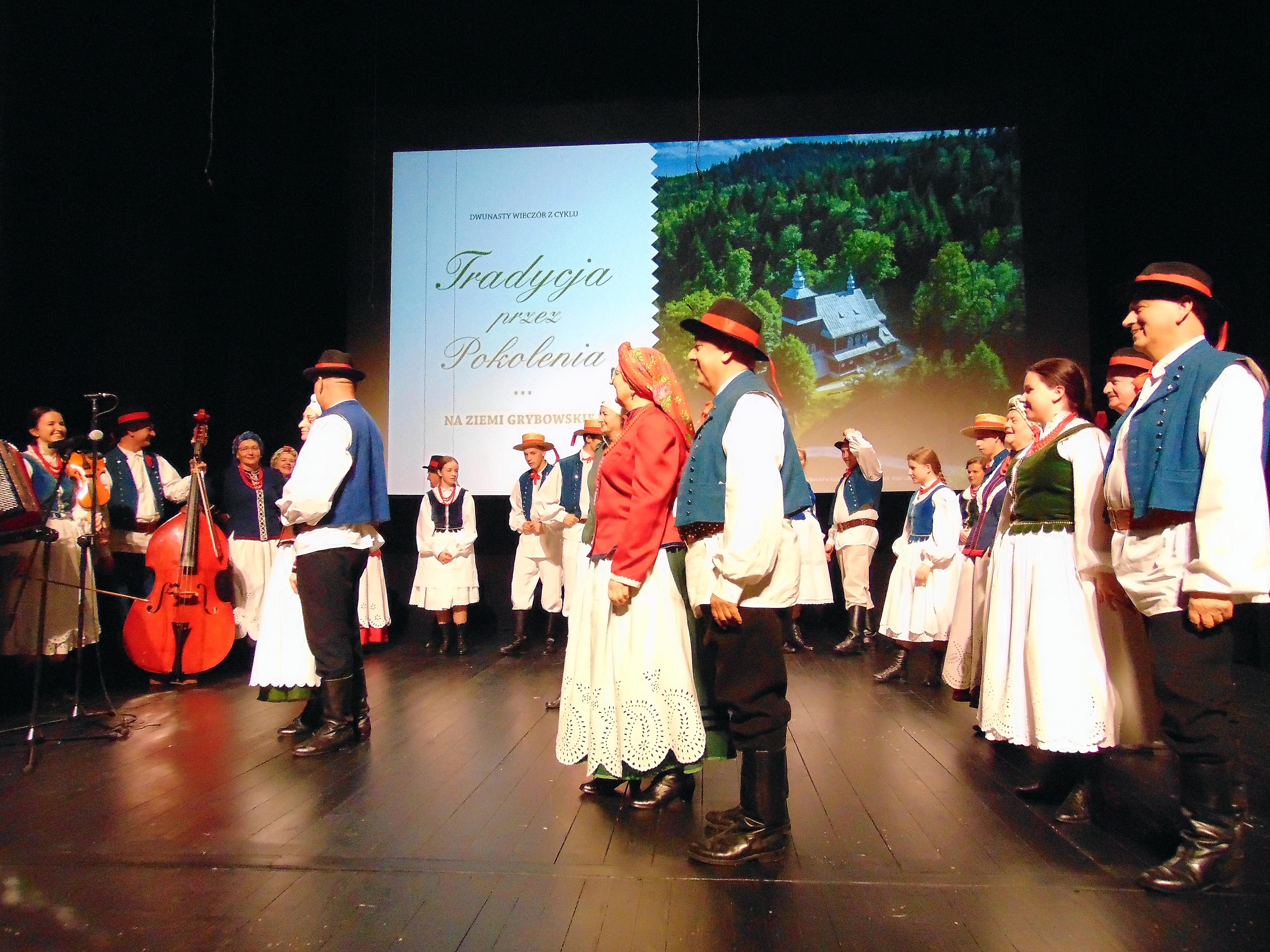
Tradycja przez Pokolenia, występ w budynku Małopolskiego Centrum Kultury Sokół

## Historia Zespołu
Zespół powstał w styczniu 2000 roku z inicjatywy senatora Stanisława Koguta a założycielami zespołu byli Janina i Władysław Obrzut oraz Halina Mika. Na początku opiekę nad zespołem sprawowała Fundacja Pomocy Osobom Niepełnosprawnym w Stróżach. Zespół  rozpoczął próby i ćwiczenia tańców ludowych pod okiem choreografa Bogumiły Kowalskiej.

Pierwszy swój występ zespół „Kowalnia” zaprezentował w lipcu 2000 roku podczas festynu pszczelarskiego w Stróżach zwanym  „Biesiada u Bartnika”. Stroje na ten występ zespół  wypożyczył od innego zespołu ludowego z Łużnej. W późniejszym czasie zespół zaopatrzył się we własne stroje które zaprojektował Henryk Kuś, znawca folkloru i strojów ludowych.
W 2004 roku  opiekę nad zespołem przejęło Stowarzyszenie Regionalne „Kowalnia” którego głównym celem jest wspieranie i promowanie zespołu regionalnego oraz prowadzenie wielu form działalności kulturalnej na terenie gminy Grybów  oraz regionu małopolskiego. W 2005 roku choreografem zespołu została Elżbieta Morańda a  Władysław Obrzut został kierownikiem muzycznym. Do zespołu włączono także kilku   muzyków którzy tworzą kapelę ludową. Kapela składa się z muzyków grających na  kontrabasie, trąbce, klarnecie, skrzypcach i haligonkce, (heligonka - ludowa odmiana akordeonu).  Od początku swojej działalności organizuje dożynki wiejskie na terenie sołectwa Stróże. 
Zespół „Kowalnia” występował  w wielu konkursach, przeglądach i festiwalach folklorystycznych w Polsce. Uczestniczy lokalnych wydarzeniach kulturalnych  gminnych i powiatowych, festynach i  piknikach. W 2012 roku zespół wystąpił  na  Słowacji  w miejscowości Veľký Šariš, (miasto partnerskie  Grybowa).
W 2015 roku „Kowalnia” obchodziła 15 lecie swojej działalności. Na uroczystości jubileuszowej wicestarosta nowosądecki  Antoni Koszyk wręczył zespołowi „Kowalnia” wyróżnienie „Zasłużony dla Kultury Polskiej”, przyznane przez Ministerstwo Kultury i Dziedzictwa Narodowego za upowszechnianie i ochronę kultury polskiej. 
Zespół „Kowalnia”  w 2016r. wraz z innymi zespołami brał udział w sesji nagraniowej w studiu Powiatowym Młodzieżowego Domu Kultury w Starym Sączu. W grudniu tego samego roku nagrane już płyty wręczył „Kowalni”  starosta sądecki Marek Pławiak oraz wicestarosta Antoni Koszyk. Płyta  ta zatytułowana jest „Dzisiaj  w Betlejem” zawiera 15  kolęd i pastorałek  w wykonaniu zespołu „Kowalnia”. W 2018r. nagrano kolejną płytę
pt.„Łoj płynie woda…” wydaną w ramach Fonoteki Powiatowej pod patronatem Starosty Nowosądeckiego
.

## Repertuar
"Kowalnia” prezentuje dawne obrzędy i obyczaje  ludowe  w  przedstawieniach  zatytułowanych: „Wesele stróżowskie”, „Kolęda z gwiazdą”, „A przy kręceniu miodu bywało”, ”Dożynki”, „Droby pogórzańskie”.

Zespół śpiewa różne pieśni ludowe, biesiadne, religijne, kolędy, pastorałki np: „Stróżowianie jadą, „Tam koło Grybowa...”, „Szła dziewczyna"
, „Kukułeczka”, „Baciar jo se baciar”.
Tańce wykonywane przez zespół: strząska, kulawy, drąg, drobny, szabasówka, sztajerki, polkę w lewo, polka bez nogę, walczyk, chodzony, strząska, suwiec, furtok, oberek.

## Ważniejsze występy i wyróżnienia
- Festiwal Folkloru Górali Polskich w Żywcu w roku 2003,
- XXXV Międzynarodowego Festiwalu Folkloru Ziem Górskich w Zakopanem w roku 2003, wyróżnienie w formie „Parzenicy góralskiej”
- Koncert dla Jana Pawła II - Koncert Galowy z okazji 26. rocznicy Pontyfikatu Jana Pawła II z udziałem Zespołu Regionalnego „Kowalnia” (Stróże, 25.09.2004, TV POLSAT)[3],
- XXI Ogólnopolskim Konkursie Tradycyjnego Tańca Ludowego w Rzeszowie w 2005
- Tydzień Kultury Beskidzkiej 2005, zespół występował w Wiśle i Oświęcimiu
- XXIV Konkurs Muzyki i Instrumentalistów, Śpiewaków Ludowych i Drużbów Weselnych „Druzbacka 2006” w Podegrodziu, I miejsce, jedno z sześciu równorzędnych,
- XXIII Ogólnopolski Konkurs Tańca Ludowego, Rzeszów 2007, nagroda główna „Taneczny Krąg” w kategorii grup tanecznych,
- Festiwalu Górali Polskich w Żywcu, Srebrna Maska, Czarny Dunajec 2007,
- XXV Druzbacki Podegrodzie 2007, I miejsce grupa śpiewacza i I miejsce dla drużby weselnego,
- I Małopolski Konkurs Obrzędów, Obyczajów i Zwyczajów Ludowych w Łużnej, 2009, I miejsce
- IX Ogólnopolskie Spotkania Folklorystyczne, nagroda główna  Łowicki Pasiak, Łowicz 2010[4],
- 47 Sabałowe Bajania w Bukowinie Tatrzańskiej w 2013, I miejsce dla muzyka z „Kowalni” za grę na heligonce,  przyznano wtedy sześć równorzędnych miejsc.
- VII Małopolski Konkurs Obrzędów, Obyczajów i Zwyczajów Ludowych „Pogórzańskie Gody” w Łużnej w 2015r., w kategorii zespołów ludowych II miejsce za  występ pt. „Po miodobraniu bywało…" równorzędne wśród trzech zespołów,
- Ogólnopolski Konkurs Tradycyjnego Tańca Ludowego w Rzeszowie w 2016r, III nagroda[5],
- Odznaka honorowa „Zasłużony dla Kultury Polskiej” - wyróżnienie dla zespołu „Kowalnia” (2016)[5]
- Małopolskie Spotkania Teatrów Amatorskich „Posiady Teatralne na Orawie" w Jabłonce w 2020r, III miejsce, grupa teatralna Zespołu Regionalnego „Kowalnia"[5],
- "ZŁOTA RÓŻDŻKA" I miejsce w kategorii, XIII edycja Pogórzańskich Godów w Łużnej w 2022r[6].